# 岡村愛一
岡村 愛一（おかむら なるいち、生年不明  - 1988年〈昭和63年〉7月8日）は、日本の陸軍軍人。第28軍高級参謀を務め、階級は陸軍大佐に至る。歩兵第149連隊長や駐蒙軍高級参謀を務めた岡村誠之陸軍大佐は弟。

## 経歴
1924年（大正13年）7月18日、陸軍士官学校（36期）を卒業し、同年10月25日、陸軍工兵少尉に任官される。士官候補生第36期の岡村の同期には陸軍少将閑院宮春仁王や大本営参謀兼連合艦隊参謀兼中部太平洋方面艦隊参謀で戦死した島村矩康少将、第18方面軍作戦課長の辻政信大佐らがいる。
岡村は陸軍大学校に進み、1934年（昭和9年）大尉の時に卒業する。卒業期では第46期で、三輪潔少将や赤松貞雄大佐と同期に当る。陸大卒業後工兵将校として累進し、1941年（昭和16年）7月17日第3鉄道監部参謀を命ぜられる。1942年（昭和17年）4月21日、陸軍大学校教官に移り、1944年（昭和19年）3月1日、陸軍大佐に進級する。同年12月11日、第28軍高級参謀に就任し、この職の時に終戦を迎える。
脳溢血となり14年間の闘病後に死去した。